# Бајрон Сентер (Мичиген)
Бајрон Сентер (енгл. Byron Center) насељено је место без административног статуса у америчкој савезној држави Мичиген.

## Демографија
По попису из 2010. године број становника је 5.822, што је 2.045 (54,1%) становника више него 2000. године.
| Група             | 2000.         | 2010.         |
| Белци             | 3.676 (97,3%) | 5.458 (93,7%) |
| Афроамериканци    | 4 (0,1%)      | 54 (0,9%)     |
| Азијати           | 23 (0,6%)     | 60 (1,0%)     |
| Хиспаноамериканци | 36 (1,0%)     | 160 (2,7%)    |
| Укупно            | 3.777         | 5.822         |